# Boots (hestesko)
Boots er en nyere version af en hestesko, der er lavet som en kondisko, man kan lægge på hesten, når der er brug for ekstra beskyttelse pga. hårdt arbejde. Boots er fremstillet af hårdt plastik og gummi, og gør det dermed lettere at få hestens biologiske mekanismer til at forløbe i forhold til en solid jernsko, der f.eks. ofte hæmmer tilbagestrømning af blod fra hoven til hjerte. Din hest kan dermed rides som barfodshest hele tiden .
Dette vil sikre sundere, stærkere og mere naturligt formede hove.[kilde mangler]
| Dyr | Spire Denne artikel om dyr er en spire som bør udbygges. Du er velkommen til at hjælpe Wikipedia ved at udvide den. |